# Gabinete de Ministros do Turquemenistão
O Gabinete de Ministros (em turcomeno: Ministrler Kabineti) é o principal órgão executivo do Turquemenistão. O Gabinete de Ministros é nomeado pelo Presidente do Turquemenistão, que é tanto o chefe de Estado quanto o chefe de governo.

## Atuais membros do Gabinete de Ministros
| Presidência - Cargo                                                                     | Encarregado               | Desde |
| --------------------------------------------------------------------------------------- | ------------------------- | ----- |
| Presidente                                                                              | Serdar Berdimuhammedow    | 2022  |
| Vice-Presidente                                                                         | Raşit Meredow             | 2007  |
| Vice-presidência - Cargo                                                                | Encarregado               | Desde |
| Vice-presidente responsável pelas Relações Exteriores                                   | Raşit Meredow             | 2001  |
| Vice-presidente responsável pela Agricultura e Recursos Hídricos e província de Daşoguz | Esenmyrat Orazgeldiýew    | 2017  |
| Vice-presidente responsável pela construção, indústria, energia e Asgabate              | Çarymyrat Purçekow        | 2021  |
| Vice-presidente responsável pela Cultura e Mídia                                        | Mährijemal Mämmedowa      | 2020  |
| Vice-presidente responsável pela Economia e Finanças e província de Balcã               | Serdar Berdimuhammedow    | 2021  |
| Vice-presidente responsável pela Educação, Saúde, Ciência, Esportes e província de Mary | Sapardurdy Toýlyýew       | 2021  |
| Vice-presidente responsável por Petróleo e Gás e província de Lebap                     | Şahym Abdrahmanow         | 2021  |
| Vice-presidente responsável pela Segurança, Militar e Justiça                           | Çarymyrat Amanow          | 2020  |
| Vice-presidente responsável pelo Comércio e província de Ahal                           | Çary Baýramowyç Gylyjow   | 2018  |
| Vice-presidente responsável por Transporte e Comunicação                                | Baýramgeldi Öwezow        | 2020  |
| Ministros - Ministério                                                                  | Encarregado               | Desde |
| Ministro da Agricultura e Meio Ambiente                                                 | Allanur Altyýew           | 2021  |
| Ministro da Construção e Arquitetura                                                    | Guvanç Orunow             | 2021  |
| Ministro da Cultura                                                                     | Atageldi Şamyradow        | 2017  |
| Ministro da Defesa                                                                      | Begench Gundogdyev        | 2018  |
| Ministro da Educação                                                                    | Gurbangul Atayeva         | 2021  |
| Ministro da Energia                                                                     | Hajymuhammet Rejepmyradov | 2021  |
| Ministro da Fazenda                                                                     | Muhammetgeldi Serdarov    | 2020  |
| Ministro das Relações Exteriores                                                        | Raşit Meredow             | 2001  |
| Ministro da Saúde e Indústria Médica                                                    | Nurmuhammet Amannepesow   | 2013  |
| Ministério da Indústria e Materiais de Construção                                       | Baýmyrat Annamämmedow     | 2021  |
| Ministro dos Assuntos Internos                                                          | Öwezdurdy Hojanyýazow     | 2021  |
| Ministro da Justiça                                                                     | Merettagan Taganow*       | 2021  |
| Ministro do Trabalho e Proteção Social                                                  | Muhammedseýit Silapow     | 2018  |
| Ministro da Segurança Nacional                                                          | Gurbanmyrat Annaýew       | 2020  |
| Ministro dos Esportes e Assuntos da Juventude                                           | Gulmyrat Agamyradow       | 2020  |
| Ministro de Estado (Presidente de Türkmengaz)                                           | Batyr Amanov              | 2020  |